# Ata al-Mulk Dschuwaini
Ata al-Mulk Dschuwaini (persisch علاءالدین عطاملک جوینی Ala ad-Din Ata-Malik Dschuwaini, DMG ʿAlāʾ-ad-Dīn ʿAṭā-Malik/Mulk Ǧuvainī; * 1226 in Dschuwain; † 5. März 1283) war ein persischer Historiker, der die berühmte „Geschichte des Welteroberers“ (Tarich-i Dschahan-guscha) schrieb (abgeschlossen im Jahr 1259).

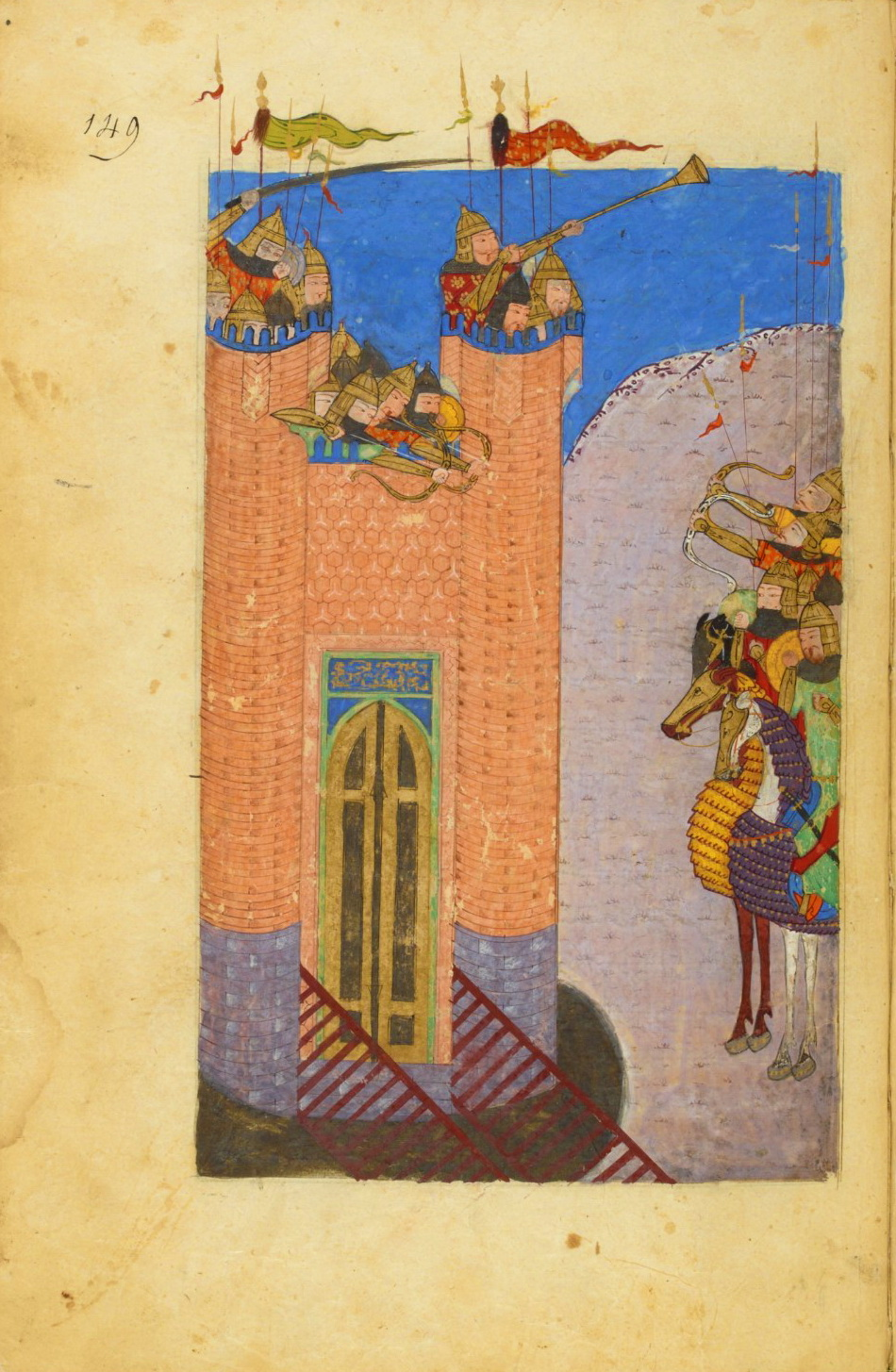
Darstellung der Schlacht von Alamut durch Dschuwaini

## Leben
Er wurde in Dschuwain geboren, einer Stadt in der Provinz Großchorasan, zu der die heutige Provinz von Chorasan im östlichen Iran und der Norden von Afghanistan gehörten.
Sein Großvater war der sahib-divan oder Finanzminister des letzten Choresm-Schahs Dschalal ad-Din. Dschuwainis Vater, Baha ad-Din, wurde ein sahib-divan unter Ögedei, dem Nachfolger von Dschingis Khan. Während der Abwesenheit seines unmittelbaren Vorgesetzten agierte Baha ad-Din zudem als Stellvertreter des Emirs Arghun Agha.
Dschuwaini selbst wurde ein wichtiger Beamter des Reiches. In seiner Jugendzeit hatte er zweimal die mongolische Hauptstadt Qara Qorum (Karakorum) besucht, er begann seine Geschichte der mongolischen Eroberungen bei solch einem Besuch (ca. 1252–53). Er war dabei, als der Ilchan Hülegü 1256 die Bergfestung Alamut einnahm, und war verantwortlich für die Rettung eines Teiles ihrer berühmten Bibliothek. Er hatte Hülegü während der Plünderung von Bagdad (1258) begleitet, und im nächsten Jahr wurde er durch ihn zum Gouverneur von Bagdad, Niedermesopotamien und Chuzestan ernannt. Gegen 1282 wohnte Dschuwaini einem mongolischen Kurultai bei, der in den Ala-Taq Weidegebieten nordöstlich vom Vansee abgehalten wurde. Er starb im darauffolgenden Jahr in Mughan oder Arrān in Aserbaidschan.
Dschuwainis einflussreicher Bruder Schams ad-Din, der als Finanzminister unter den Chanen Hülegü und Abaqa gedient hatte, war der Ehemann von Choschak, der Tochter von Awak Zak'arean-Margrceli. Konsequenterweise hatte Dschuwaini sowohl durch seine eigene Arbeit als auch seine familiären Verbindungen Zugang zu vielen Informationen, die andere Historiker nicht erlangen konnten. Aus unbekannten Gründen endet das Geschichtswerk Dschuwainis über zwanzig Jahre vor dem Tod des Autors im Jahr 1260.